# Prix Choucri-Cardahi
Le prix Choucri-Cardahi « a été créé en 1997 par Pierre Cardahi, correspondant de l’Académie des sciences morales et politiques, en mémoire de son père, qui fut également correspondant de cette Compagnie.
Ce prix annuel est destiné à récompenser l’auteur d’un ouvrage ou d’une œuvre dans son ensemble, écrite en langue française, ayant traité de façon particulièrement brillante un sujet de droit international, de philosophie du droit ou de morale. Il pourra également être décerné à toute personne morale ayant œuvré dans ces domaines.
Il est décerné sur proposition de la section Législation, Droit public et Jurisprudence de l’Académie ».
Choucri Cardahi (ou Cordahi , 7 avril 1890 Beyrouth - 8 juillet 1973  Beyrouth) fut « l'une des grandes figures de la science juridique libanaise, dont l'enseignement à l'université Saint-Joseph de Beyrouth (USJ) de 1920 à 1961 marqua des générations de juristes libanais ». 

## Lauréats
- 1997 : Ibrahim Fadlallah.
- 1998 : Institut international de Droit d’expression et d’inspiration françaises (I.D.E.F.).
- 1999 : Société de législation comparée pour l’ensemble de son action.
- 2000 : Académie de droit international de La Haye pour l’attribution de bourses à des étudiants francophones.
- 2001 : Faculté de droit et sciences politiques de l’Université Saint-Joseph de Beyrouth.
- 2002 : non connu.
- 2003 : Forum franco-roumain de la Fondation nationale pour la Science et l’Art de Roumanie pour l’ensemble de son action.
- 2004 : Fondation Pharès Zoghbi (Beyrouth) pour son action en faveur de la Francophonie.
- 2005 : L’association Les Amitiés francophones, présidée par M. Bernard Dorin, pour son action en faveur de la Francophonie.
- 2006 :
  - Alexis Zarca pour sa thèse sur L’égalité dans le droit français de la fonction publique.
  - Fanny Luxembourg (1975-....) pour sa thèse intitulée La déchéance des droits, Contribution à l’étude des sanctions civiles.
  - Aline Humbert pour sa thèse intitulée La mutation de l’office du juge français. Réflexions sur l’influence du droit d’origine externe sur la fonction juridictionnelle.
- 2007 :
  - Thomas Piazzon (1978-....) pour sa thèse sur La sécurité juridique.
  - Laurent Eck (1977-....) pour sa thèse sur L’abus de droit en droit constitutionnel
  - Frédéric Danos (1969-....) pour sa thèse intitulée Propriété, possession et opposabilité.
- 2008 :
  - Charlotte Goldie-Genicon (1978-....) pour sa thèse Contribution à l’étude des rapports entre le droit commun et le droit spécial des contrats, soutenue le 8 décembre 2006 (Paris II).
  - Aurélien Colson pour sa thèse Secret et transparence envers des tiers en négociation. Contribution à une histoire de la négociation internationale, soutenue le 14 mai 2007 (Paris V – Kent).
  - Mathieu Touzeil-Divina (1976-....) pour sa thèse Le doyen Foucart (1799-1860), un père du droit administratif moderne, soutenue le 22 mai 2007 (Paris II).
- 2009 : 
  - Christophe Quézel-Ambrunaz pour sa thèse Essai sur la causalité en droit de la responsabilité civile, soutenue en 2008 à l’Université de Savoie.
  - Catherine Sévely-Fournié (1974-....) pour sa thèse Essai sur l’acte juridique extinctif en droit privé français. Contribution à l’étude de l’acte juridique, soutenue en 2008 à l’Université de Toulouse 1.
  - Adélie Pomade pour sa thèse La société civile et le droit de l’environnement. Contribution à la réflexion sur les sources et la validité des normes juridiques, soutenue en 2009 à l’Université d’Orléans.
- 2010 : prix non attribué.
- 2011 : 
  - Benoît de Boysson pour sa thèse Mariage et conjugalité. Essai sur la singularité matrimoniale, soutenue le 27 octobre 2010 (Lyon III).
  - Julian Fernandez pour son ouvrage La politique juridique extérieure des États-Unis à l’égard de la Cour pénale internationale.
- 2012 : Philippe Malaurie pour l’ensemble de son oeuvre.
- 2013 : Julian Fernandez et Xavier Pacreau pour Statut de Rome de la Cour pénale internationale. Commentaire article par article.
- 2014 : Robert Kolb (1967-....) pour son ouvrage La Cour internationale de Justice.
- 2015 : Guillaume Drouot (1987-....) pour sa thèse La rétroactivité de la jurisprudence. Recherche sur la lutte contre l’insécurité juridique en droit civil, soutenue à l’Université Paris Panthéon-Assas.
- 2016 : Anne-Marie Ho Dinh pour sa thèse Les frontières de la science du droit. Essai sur la dynamique juridique, soutenue à l’Université Paris Panthéon-Assas, le 14 décembre 2015.
- 2017 : Diana Villegas (1982-....) pour sa thèse L’ordre juridique mafieux. Étude à partir du cas de l’organisation criminelle colombienne des années 1980 et 1990, soutenue le 7 décembre 2016 à l’Université Paris 2 Panthéon-Assas.
- 2018 : Iryna Grebenyuk (1985-....) pour sa thèse Pour une reconstruction de la justice pénale internationale. Réflexions autour d’une complémentarité élargie, soutenue le 8 décembre 2016 à l’université Paris 1 Panthéon-Sorbonne.
- 2019 : Jacques Krynen pour son ouvrage Le théâtre juridique. Une histoire de la construction du droit.
- 2020 : Elléa Ripoche pour sa thèse La liberté et l’ordre public contractuels à l’épreuve des droits fondamentaux, soutenue le 11 décembre 2019 à l'université Paris 2 – Panthéon-Assas.
- 2021 : Niki Aloupi pour son ouvrage La nationalité des véhicules en droit international public.
- 2022 : Abel Quentin pour son roman Le Voyant d’Étampes (Éditions de l'Observatoire).
- 2023 : Denis Baranger pour son ouvrage La Constitution – Sources, interprétations, raisonnements (Dalloz)
- 2024 : Gaël Piette pour son ouvrage Traité de droit maritime (Éditions A. Pedone)